# Walker Valley
Walker Valley és una concentració de població designada pel cens dels Estats Units a l'estat de Nova York. Segons el cens del 2000 tenia 758 habitants.

## Demografia
Segons el cens del 2000, Walker Valley tenia 758 habitants, 276 habitatges, i 200 famílies. La densitat de població era de 141,4 habitants per km².
Dels 276 habitatges en un 39,1% hi vivien nens de menys de 18 anys, en un 59,4% hi vivien parelles casades, en un 8,3% dones solteres, i en un 27,5% no eren unitats familiars. En el 20,7% dels habitatges hi vivien persones soles el 7,2% de les quals corresponia a persones de 65 anys o més que vivien soles. El nombre mitjà de persones vivint en cada habitatge era de 2,75 i el nombre mitjà de persones que vivien en cada família era de 3,19.
Per edats la població es repartia de la següent manera: un 28,9% tenia menys de 18 anys, un 4,4% entre 18 i 24, un 31,7% entre 25 i 44, un 25,7% de 45 a 60 i un 9,4% 65 anys o més.
L'edat mediana era de 36 anys. Per cada 100 dones de 18 o més anys hi havia 101,1 homes.
La renda mediana per habitatge era de 53.906 $ i la renda mediana per família de 56.250 $. Els homes tenien una renda mediana de 41.458 $ mentre que les dones 33.542 $. La renda per capita de la població era de 21.403 $. Entorn del 3,6% de les famílies i el 6,2% de la població estaven per davall del llindar de pobresa.